# Picadura de araña
La picadura de una araña es una lesión producida por la picadura de una araña. La mayoría de las arañas no causan picaduras de importancia, ya que sus colmillos no pueden penetrar en la piel.  La mayoría de las veces sólo hay síntomas leves alrededor de la zona de picadura. Los síntomas pueden aparecer entre 30 minutos y 7 días después de la picadura. Las muertes son poco frecuentes: en los Estados Unidos se producen menos de 3 al año. 
Las excepciones más comunes son la de la araña viuda negra y la de la araña reclusa. Las picaduras de la araña viuda negra pueden provocar latrodectismo, con dolor localizado o generalizado, sudoración, contracción muscular, dolor de cabeza y vómito. Las picaduras de la araña reclusa pueden provocar loxoscelismo, que comienza con un dolor leve y enrojecimiento y puede progresar hasta la muerte de la piel y colapso. Pueden presentarse dolor de cabeza, vómito, fiebre y colapso de célula de sangre roja. Otras picaduras de importancia se refieren a la de la araña de tela en embudo australiana y la de la araña errante sudamericana. El diagnóstico generalmente se basa en los síntomas y en ver la araña.
La prevención incluye el despejo del desorden y el uso de pesticidas.  La mayoría de las picaduras se tratan con el tratamiento sintomático, como AINE para el dolor y antihistamínicosy cremas con esteroides para la picazón.  Pueden utilizarse opioides si el dolor es intenso. Aunque existe un antisuero para el veneno de la araña viuda negra, puede provocar anafilaxia y, por lo tanto, no se suele utilizarse en los Estados Unidos. El antisuero para el veneno de la araña de tela en embudo mejora los resultados. Es posible que se requiera cirugía para reparar la zona de piel lesionada por algunas picaduras de la araña reclusa.
Picaduras de araña son comunes. Sin embargo, pueden ser sobrediagnosticadas o mal diagnosticadas. En muchos casos no está claro si realmente se ha producido una picadura. En la Edad Media se afirmaba que la picadura de una araña era la causa de una enfermedad durante el estado de la cual la gente bailaba de forma salvaje, conocida como tarantismo. Aunque se ha alegado necrosis por varias arañas, la evidencia sólo la respalda en las picaduras de arañas reclusas.